# Kim Kwang-sun
Kim Kwang-sun est un boxeur sud-coréen né le 8 juin 1964 à Gunsan.

## Carrière
Médaillé d'or en poids mouches aux Jeux asiatiques de 1986, il devient champion olympique de la catégorie aux Jeux de Séoul en 1988 après sa victoire en finale contre l'Allemand de l'Est Andreas Tews.

## Parcours auxJeux olympiques
Jeux olympiques d'été de 1988 à Séoul (poids mouches) :
- Bat Tseyen-Oidov Tserenyan (Mongolie) par arrêt de l'arbitre au 2e round
- Bat Nokuthula Tshabangu (Zimbabwe) par arrêt de l'arbitre au 2e round
- Bat Arthur Johnson (États-Unis) 5-0
- Bat Serafim Todorov (Bulgarie) 4-1
- Bat Timofey Skryabin (URSS) 5-0
- Bat Andreas Tews (RDA) 4-1